# Bernhard von Eskeles
Bernhard Freiherr von Eskeles (Vienna, 12 gennaio 1753 – Hietzing, 7 agosto 1839) è stato un banchiere austriaco, imprenditore di società ferroviarie.

## Biografia
Bernhard Eskeles era figlio di un Rabbino. Completò la sua formazione scolastica in Amsterdam. Nel 1773 fondò la sua prima casa bancaria denominata Arnstein und Eskeles. Acquistò presto fama come consulente di Giuseppe II e di Francesco II. Nel 1816 Eskeles fu tra i fondatori della Oesterreichische Nationalbank (Banca Nazionale Austriaca) di cui divenne direttore. Nel 1819 compartecipò alla creazione della Österreichischen Spar-Casse.
Eskeles continuò ad accrescere il suo patrimonio privato anche in seguito al suo matrimonio con Cäcilie Itzig (1760-1836), figlia del banchiere di corte Daniel Itzig (1723-1799); ciò gli consentì di erogare prestiti allo Stato austriaco durante il periodo di guerra con la Francia. Tale operazione gli avvalse il titolo di Cavaliere, nel 1811, e di Barone nel 1812.
Il suo palazzo è divenuto sede del Museo ebraico di Vienna (Jüdische Museum der Stadt Wien). Eskeles morì il 7 agosto del 1839 e venne sepolto nel cimitero ebraico (Jüdischer Friedhof Währing).
Eskeles ebbe due figli: Denis (1803-1876) e Marianne (1801-1862), che andò in sposa al conte Franz von Wimpffen; ambedue abbandonarono l'ebraismo. Denis alla morte del padre gli succedette alla guida della casa bancaria Arnstein und Eskeles; sposò Wilhelmina Brentano-Cimaroli.